# Georgia Południowa
Georgia Południowa (ang. South Georgia) – brytyjska wyspa na południowym Atlantyku, należąca do zamorskiego terytorium Georgia Południowa i Sandwich Południowy.

## Charakterystyka
Wyspa ma powierzchnię 3528 km². Zamieszkuje ją kilkadziesiąt osób (sezonowo więcej), zajmujących się głównie rybołówstwem. Główną osadą jest King Edward Point. W jego pobliżu jest opuszczona osada i stacja wielorybnicza Grytviken z muzeum Georgii Południowej oraz grób polarnika Ernesta Shackletona. Od czasu założenia tej bazy do 1939 w wodach otaczających wyspę upolowano ponad 120.000 płetwali błękitnych, finwali, humbaków, sejwali, kaszalotów i wielorybów południowych. Jeszcze w latach 1946-1947 statki łowcze bazujące na Georgii Południowej ubiły u jej brzegów 2550 wielorybów.
Podczas polskiej wyprawy w 1976 (statek naukowo badawczy "Profesor Siedlecki" i trawler-przetwórnia "Tazar") doszło na wyspie do pierwszej polskiej wspinaczki w Antarktyce, co odnotował alpinista Szymon Wdowiak.

## Flora

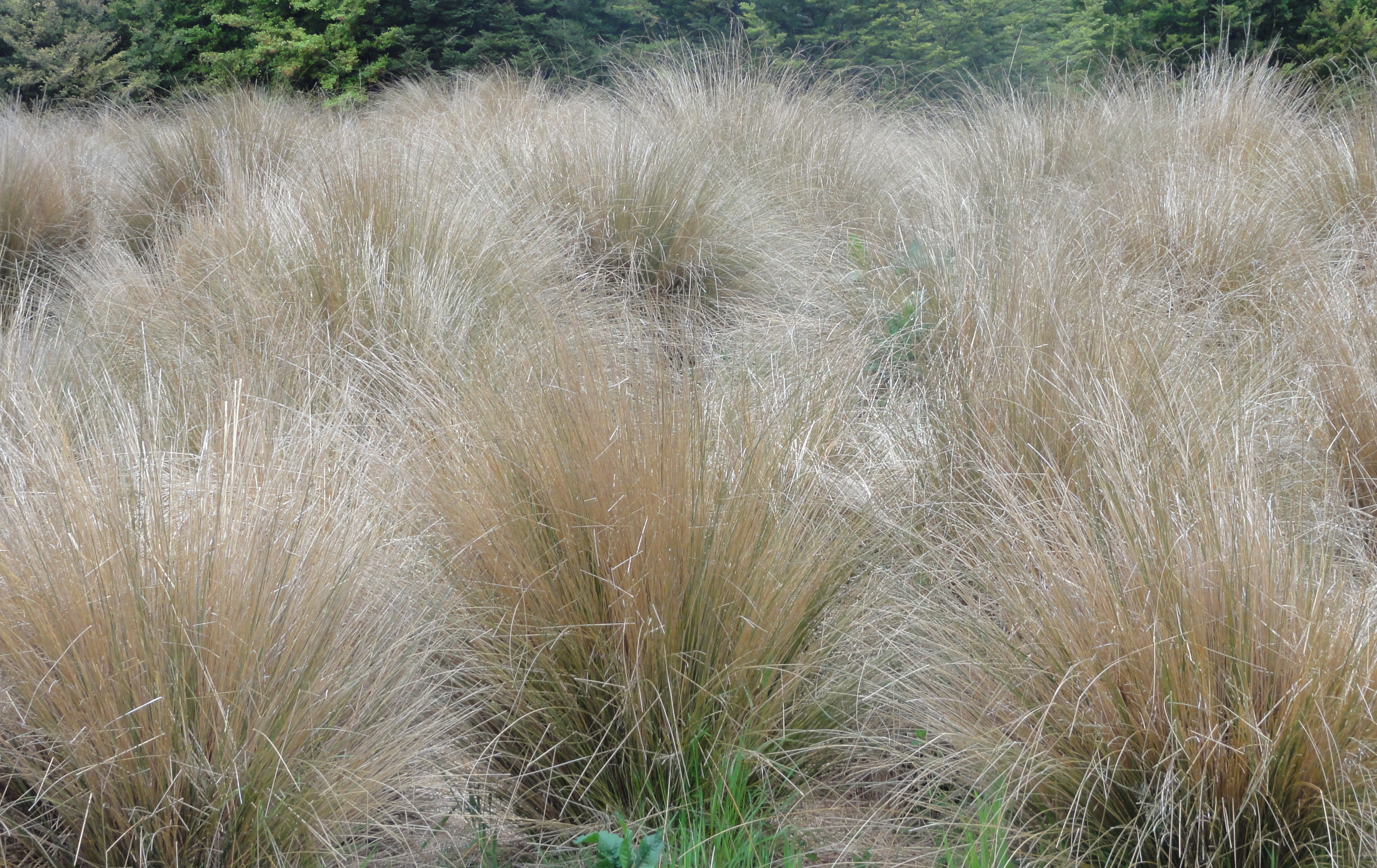
Trawa tussock

Świat roślinny Georgii Południowej jest ograniczony przez izolację oraz klimat charakteryzujący się chłodnymi latami. Występujące tam gatunki rodzimej flory są powiązane z rosnącymi na Falklandach, Ziemi Ognistej i południowej Patagonii. Tereny zielone występują na odsłoniętych stokach i równinach w pobliżu fiordów – miejscach nie pokrytych lodowcem.
Niektóre gatunki roślin na Georgii Południowej występują tylko na półkuli południowej. Inne rosną na obu półkulach, jak tymotka alpejska (Phleum alpinum). Niektóre można znaleźć na całym świecie, jak zdrojek błyszczący (Montia fontana) i paprotnica krucha (Cystopteris fragilis). Występuje kilka endemicznych gatunków mszaków (mchów i wątrobowców) i porostów.
Dominującym gatunkiem jest trawa tussock. Podobnie jak w innych rejonach podbiegunowych brak jest drzew i krzewów.

## Fauna

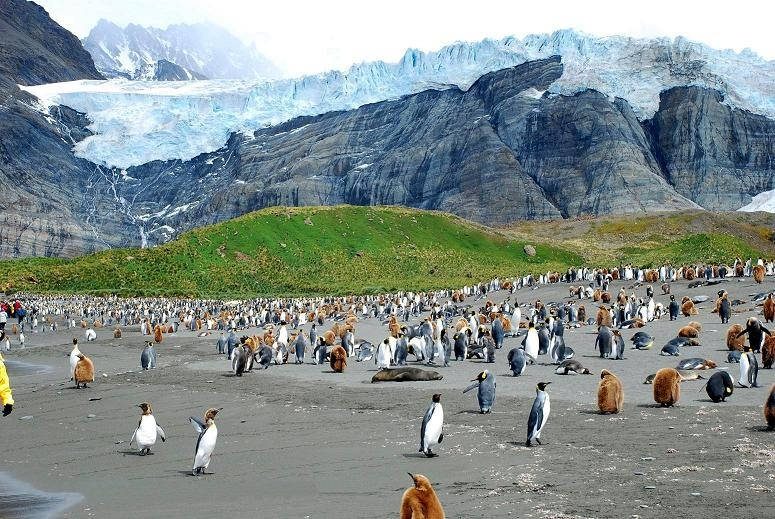

Georgia Południowa jest jednym z najważniejszych obszarów lęgowych pingwinów królewskich, których populację szacuje się na około 400 tysięcy. Populacja pingwina złotoczubego szacowana jest na około pięć milionów. Wyspa jest ważnym siedliskiem kilku gatunków fokowatych. Występują tam południowe słonie morskie i cztery inne gatunki fok: lampart morski, krabojad, weddelka arktyczna. Przedstawicielem rodziny uchatkowatych jest kotik subantarktyczny.
W listopadzie 1911 norweski kapitan Carl Anton Larsen, który założył bazę floty wielorybniczej, wypuścił pierwsze renifery mające urozmaicać dietę wielorybników. W 1912 i 1925 zostały wypuszczone dwie kolejne partie reniferów.
Wraz z człowiekiem przybyły szczury i myszy, które zaburzyły równowagę systemu ekologicznego, doprowadzając do zniknięcia około 95% ptaków. W 2015 roku został zakończony największy dotąd program deratyzacji, kosztujący 7,5 mln funtów. Dzięki temu na wyspie ponownie zaczęły zakładać gniazda ptaki takie jak świergotek antarktyczny i oceannik żółtopłetwy.
Na wysepce Bird Island przy północno-zachodnim krańcu Georgii Południowej urządzono stację obserwacji ptaków morskich i płetwonogich.
Przybliżona liczba dziesięciu największych populacji ptaków gniazdujących na wyspie:.
| Polska nazwa          | Nazwa naukowa              | Liczba     |
| --------------------- | -------------------------- | ---------- |
| petrelek antarktyczny | Pachyptila desolata        | 22 000 000 |
| nurzec czarnoskrzydły | Pelecanoides urinatrix     | 3 000 000  |
| pingwin złotoczuby    | Eudyptes chrysolophus      | 2 700 000  |
| burzyk białobrody     | Procellaria aequinoctialis | 2 000 000  |
| oceannik żółtopłetwy  | Oceanites oceanicus        | 600 000    |
| pingwin królewski     | Aptenodytes patagonicus    | 400 000    |
| pingwin białobrewy    | Pygoscelis papua           | 105 000    |
| albatros czarnobrewy  | Thalassarche melanophris   | 100 000    |
| albatros szarogłowy   | Thalassarche chrysostoma   | 80 000     |
| petrel niebieski      | Halobaena caerulea         | 70 000     |